# Municípium (Románia)
A municípium (románul: municipiu) (magyarra a tartományi rendszer bevezetéséig törvényhatósági jogú város vagy hibásan törvényhatóság, újabban megyei jogú város alakban is fordítják) a közigazgatási területi egységek egyik típusa Romániában, a városi önkormányzatok egyik jogi kategóriája. Habár nincsenek konkrét feltételek, rendszerint azokat a városokat (oraș) emelik municípiumi rangra, melyek viszonylag nagyok (általában 15 000 fő felett), illetve ahol előrehaladott az urbanizáció és fejlett az infrastruktúra.
A municípium állhat egyetlen városias településből, de tartozhatnak hozzá további településrészek (localități componente) vagy falvak (sate) is. Némelyiket nem hivatalos negyedekre (cartier) osztják.
A municípiumot a municípiumi tanács vezeti, élén a polgármester áll. A municípiumnak egyszintű önkormányzata van, egyikben sem működnek kerületi vagy városrészi önkormányzatok.
Habár nevében Bukarest, az ország fővárosa is municípium, közigazgatásilag a megyékkel egyenrangú, közvetlenül a központi kormányzatnak van alárendelve. Abban is sajátos, hogy kerületei (sector) önkormányzattal rendelkeznek.
Romániában – Bukarestet is ideszámítva – 103 municípiumi rangú település található 2007. július 1-jén, ami az összesen 319 városi jogú településnek mintegy harmada.

## Története
Az 1923. március 29-i alkotmány értelmében hozott 1925. június 25-i közigazgatási törvényt többször módosították, majd 1929. augusztus 3-án újabb közigazgatási törvényt hoztak. Ez Romániát megyékre (județ), a megyéket községekre (comună) osztja fel. A községeken belül megkülönböztet városi és vidéki községeket. A városi községeket tovább osztja városokra (oraș) és törvényhatósági jogú városokra (municipiu).
A municípiumokat az 1965. augusztus 21-i alkotmány 1968-ik évi, az ország adminisztratív újrafelosztásáról rendelkező módosításával hozták újra létre.